# Liste der Kulturdenkmäler in Fischbachtal
Die folgende Liste enthält die in der Denkmaltopographie ausgewiesenen Kulturdenkmäler auf dem Gebiet  der Gemeinde Fischbachtal, Landkreis Darmstadt-Dieburg, Hessen.
Hinweis: Die Reihenfolge der Denkmäler in dieser Liste orientiert sich zunächst an Ortsteilen und anschließend der Anschrift, alternativ ist sie auch nach der Bezeichnung oder der Bauzeit sortierbar.
Kulturdenkmäler werden fortlaufend im Denkmalverzeichnis des Landes Hessen durch das Landesamt für Denkmalpflege Hessen auf Basis des Hessischen Denkmalschutzgesetzes (HDSchG) geführt. Die Schutzwürdigkeit eines Kulturdenkmals hängt nicht von der Eintragung in das Denkmalverzeichnis des Landes Hessen oder der Veröffentlichung in der Denkmaltopographie ab.

Das Vorhandensein oder Fehlen eines Objekts in dieser Liste ist keine rechtsverbindliche Auskunft darüber, ob es Kulturdenkmal ist oder nicht: Diese Liste entspricht möglicherweise nicht dem aktuellen Stand der offiziellen Denkmaltopographie. Diese ist für Hessen in den entsprechenden Bänden der Denkmaltopographie Bundesrepublik Deutschland und im Internet unter DenkXweb – Kulturdenkmäler in Hessen einsehbar. Auch diese Quellen sind, obwohl sie durch das Landesamt für Denkmalpflege Hessen aktualisiert werden, nicht immer aktuell, da es im Denkmalbestand immer wieder Änderungen gibt.
Eine verbindliche Auskunft erteilt allein das Landesamt für Denkmalpflege Hessen.
Nutze diese Kartenansicht, um Koordinaten in der Liste zu setzen. In dieser Kartenansicht sind Kulturdenkmale ohne Koordinaten mit einem roten bzw. orangen Marker dargestellt und können in der Karte gesetzt werden. Kulturdenkmale ohne Bild sind mit einem blauen bzw. roten Marker gekennzeichnet, Kulturdenkmale mit Bild mit einem grünen bzw. orangen Marker.

## Kulturdenkmäler nach Ortsteilen

### Billings
| Bild                                 | Bezeichnung                          | Lage                                                | Beschreibung                                                                                    | Bauzeit | Daten |
| ------------------------------------ | ------------------------------------ | --------------------------------------------------- | ----------------------------------------------------------------------------------------------- | ------- | ----- |
| Gesamtanlage Meßbacher Straße        | Gesamtanlage Meßbacher Straße        | Meßbacher Straße Lage                               | Drei Hofreiten und das ehemalige Schulgebäude von 1891 bilden den historischen Kern des Dorfes. |         |       |
| Gesamtanlage Montanastraße 13        | Gesamtanlage Montanastraße 13        | Montanastraße 13 LageFlur: 1, Flurstück: 43         | Geschlossene Hofreite mit Bausubstanz des 18. und 19. Jh.                                       |         |       |
| Gesamtanlage Wiesenstraße            | Gesamtanlage Wiesenstraße            | Wiesenstraße LageFlur: 1, Flurstück: 41, 47, 68, 69 | Drei Hofreiten sind exemplarisch für die historische Hofbauweise des Dorfes.                    |         |       |
| Ehemaliges Schulhaus, jetzt Wohnhaus | Ehemaliges Schulhaus, jetzt Wohnhaus | Meßbacher Straße 5 LageFlur: 1, Flurstück: 100      |                                                                                                 | 1892    |       |
| Hofreite                             | Hofreite                             | Meßbacher Straße 11 LageFlur: 1, Flurstück: 103/1   | Geschlossene Hofreite mit einem eingeschossigen Bauernhaus, Hof- und Scheunengebäuden           |         |       |
| Hofreite                             | Hofreite                             | Meßbacher Straße 21 LageFlur: 1, Flurstück: 141     |                                                                                                 |         |       |
| Wohnhaus                             | Wohnhaus                             | Wiesenstraße 8 LageFlur: 1, Flurstück: 41           | Zweigeschossiges giebelständiges Fachwerkhaus einer geschlossenen Hofreite, um 1750             |         |       |
| Wegweiserstein                       | Wegweiserstein                       | Außerhalb der Ortslage LageFlur: 2, Flurstück: 39/2 | Quadratisch, weißer Sandstein. Tafelinschrift: „NACH BILLINGS 1/4 ST, NACH LICHTENBERG 1/2 ST“  |         |       |

### Lichtenberg
| Bild             | Bezeichnung         | Lage                                                           | Beschreibung | Bauzeit               | Daten |
| ---------------- | ------------------- | -------------------------------------------------------------- | --- | --------------------- | ----- |
| Wohnhaus         | Wohnhaus            | Hindenburgstraße 12 LageFlur: 1, Flurstück: 44                 | Zweigeschossiges Fachwerkhaus | um 1800               |       |
|                  |                     | Hindenburgstraße 18 LageFlur: 1, Flurstück: 42                 | |                       |       |
| weitere Bilder   | Bollwerk            | Kirchweg (oberhalb von Nr. 2) LageFlur: 1, Flurstück: 10       | Batterieturm mit einer Mauerstärke von 5,90 m und einer Höhe von 15 m; der Umfang beträgt 60 m | 1503                  |       |
|                  |                     | Kirchweg LageFlur: 1, Flurstück: 74                            | Fachwerkhaus |                       |       |
| Wohnhaus         | Wohnhaus            | Landgraf-Georg-Straße 3 LageFlur: 1, Flurstück: 67             | |                       |       |
| Wohnhaus         | Wohnhaus            | Landgraf-Georg-Straße 5 LageFlur: 1, Flurstück: 68             | |                       |       |
| Brunnen          | Brunnen             | Landgraf-Georg-Straße (neben Nr. 6) LageFlur: 1, Flurstück: 79 | | Mitte 15. Jahrhundert |       |
| weitere Bilder   | Schloss Lichtenberg | Landgraf-Georg-Straße LageFlur: 1, Flurstück: 72               | Im 12. Jahrhundert Burg der Grafen von Katzenelnbogen. 1570 beauftragte Landgraf Georg I. beauftragte den Baumeister Jakob Kesselhut mit der Errichtung des Renaissanceschlosses. Besitz des Landes Hessen mit 1951 gegründetem Landschaftsmuseum (Ausstellungsfläche 1120 m²), Vortrags- und Aktionsraum von 85 m². | 1570                  |       |
|                  |                     | Lippmannweg 15 LageFlur: 2, Flurstück: 2                       | Möndane Villa mit Gesindehaus – ehemaliges Hotel und Restaurant Baur in kleiner Parkanlage |                       |       |
|                  |                     | Lippmannweg 19 LageFlur: 2, Flurstück: 3                       | Wohn- und Bürohaus. Zweigeschossige quadratische Villa, Backsteinbau mit Schiefereindeckung in parkähnlicher Anlage, nach dem derzeitigen Besitzer als Casa Kornblum bezeichnet. |                       |       |
| weitere Bilder   | Altes Schulhaus     | Waldstraße 13 LageFlur: 1, Flurstück: 18/1                     | Das 1904 fertiggestellte Schulhaus der ehemaligen Doppelgemeinde Lichtenberg und Obernhausen enthält im Erdgeschoss den Schulsaal und einen zeitweilig als Bürgermeisterei genutzten Nebenraum, im 1. Obergeschoss die Lehrerwohnung und im Dachgeschoss das Lichtenberger Gemeindearchiv. Das Gebäude war von Anfang an als sogenannte „einklassige Volksschule“ konzipiert, d. h. dass die Kinder der Schuljahre 1 bis 8 gemeinschaftlich in einem Raum unterrichtet wurden. Erst seit den 30er Jahren wurde durch Zusammenfassung mit Niedernhausen zeitweise Zweiklassigkeit ermöglicht. Das alte Schulhaus birgt heute in den oberen Geschossen Archiv und Standesamt der Gemeinde Fischbachtal, im Erdgeschoss ein „Haus der Vereine“. Das Gebäude ist als Kulturdenkmal eingestuft. | 1904                  |       |
| Stadtbefestigung | Stadtbefestigung    | LageFlur: 1, Flurstück: 217                                    | |                       |       |

### Meßbach
| Bild           | Bezeichnung     | Lage                                                          | Beschreibung | Bauzeit | Daten |
| -------------- | --------------- | ------------------------------------------------------------- | ------------ | ------- | ----- |
| weitere Bilder | Altes Schulhaus | Rimdidimstraße 20 LageFlur: 2, Flurstück: 68/1                |              | 1905    |       |
| Wegweiserstein | Wegweiserstein  | Außerhalb der Ortslage (am Weinweg) LageFlur: 3, Flurstück: 8 |              |         |       |

### Niedernhausen
| Bild                                             | Bezeichnung                                      | Lage                                                   | Beschreibung                                       | Bauzeit                   | Daten |
| ------------------------------------------------ | ------------------------------------------------ | ------------------------------------------------------ | -------------------------------------------------- | ------------------------- | ----- |
| Gesamtanlage Hofreiten in der Darmstädter Straße | Gesamtanlage Hofreiten in der Darmstädter Straße | Darmstädter Straße                                     |                                                    |                           |       |
| Wohnhaus                                         | Wohnhaus                                         | Am Gernbühl 2 LageFlur: 1, Flurstück: 183/3            | Eingeschossiges traufständiges Fachwerk-Bauernhaus |                           |       |
| Pfarrhaus                                        | Pfarrhaus                                        | Darmstädter Straße 14 LageFlur: 1, Flurstück: 31       |                                                    |                           |       |
| Remise                                           | Remise                                           | Darmstädter Straße 14 LageFlur: 1, Flurstück: 31       |                                                    |                           |       |
| weitere Bilder                                   | Evangelische Kirche                              | Darmstädter Straße 26 LageFlur: 1, Flurstück: 31       | Neogotisch                                         | 1890/91                   |       |
| Wohnhaus                                         | Wohnhaus                                         | Darmstädter Straße 49 LageFlur: 1, Flurstück: 71/3     | Eingeschossiges traufständiges Fachwerkhaus        | um 1800                   |       |
| Wohnhaus                                         | Wohnhaus                                         | Darmstädter Straße 60 LageFlur: 1, Flurstück: 57/5     | Zweigeschossiges giebelständiges Fachwerkhaus      | 1. Hälfte 19. Jahrhundert |       |
| Wohnhaus                                         | Wohnhaus                                         | Darmstädter Straße 70 LageFlur: 1, Flurstück: 86/9     | Zweigeschossiges Fachwerkhaus                      |                           |       |
| Wohnhaus                                         | Wohnhaus                                         | Freier Platz 7 LageFlur: 1, Flurstück: 3               | Eingeschossiges Bauernhaus                         | um 1850                   |       |
| Fischbachbrücke                                  | Fischbachbrücke                                  | Schnurrgasse (bei Nr. 37) LageFlur: 1, Flurstück: 88/4 | Einbogige Bruchsteinbrücke                         | 1. Hälfte 19. Jahrhundert |       |

### Nonrod
| Bild           | Bezeichnung    | Lage                       | Beschreibung                                                                     | Bauzeit | Daten |
| -------------- | -------------- | -------------------------- | -------------------------------------------------------------------------------- | ------- | ----- |
| Wegweiserstein | Wegweiserstein | LageFlur: 1, Flurstück: 99 | Quadratisch, weißer Sandstein, Inschrift: „NACH GROS BIEBERAU 1 ST, NACH NONROD“ |         |       |

### Steinau
| Bild                     | Bezeichnung                          | Lage                                                  | Beschreibung                                                                                          | Bauzeit                   | Daten |
| ------------------------ | ------------------------------------ | ----------------------------------------------------- | --- | ------------------------- | ----- |
| Gesamtanlage Hauptstraße | Gesamtanlage Hauptstraße             | Koordinaten fehlen! Hilf mit.                         | Reihe von geschlossene Hofreiten des 19. Jh., durchbrochen durch historische Obstgärten               |                           |       |
| weitere Bilder           | Ehemalige Schule und Bürgermeisterei | Hauptstraße 59 LageFlur: 1, Flurstück: 48/1           | | 1900                      |       |
| Kriederdenkmal           | Kriederdenkmal                       | Hauptstraße (bei Nr. 59) LageFlur: 1, Flurstück: 48/1 | Für die Gefallenen 1914/18                                                                            | 1921                      |       |
| Wohnhaus                 | Wohnhaus                             | Hauptstraße 64 LageFlur: 2, Flurstück: 20/3           | Eingeschossiges giebelständiges Fachwerkhaus auf hohem massivem Sockelgeschoss, im Türstock bez. 1832 |                           |       |
| Wohnhaus                 | Wohnhaus                             | Hauptstraße 72 LageFlur: 2, Flurstück: 23/2           | Zweigeschossiges giebelständiges Fachwerkhaus                                                         | 1. Hälfte 19. Jahrhundert |       |
| Wohnhaus                 | Wohnhaus                             | Hauptstraße 97 LageFlur: 3, Flurstück: 15             | Zweigeschossiges giebelständiges Fachwerkhaus                                                         | 1. Hälfte 19. Jahrhundert |       |